# حي وادي الحمص
حيّ وادي الحمص (بالإنجليزية: Wadi al-Humus)‏ هو حي يُعتبر امتدادا لبلدة صور باهر التي تقع جنوب القدس وتبلغ مساحة أراضي الحي نحو ثلاثة آلاف دونم. حي وادي الحمص يقع خارج حدود بلدية القدس وتصنف أغلبية أراضيه ضمن مناطق «أ» التابعة للسلطة الوطنية الفلسطينية.
الكثير من المقدسيين قاموا بشراء أراضي في حي وادي الحمص لعدم قدرتهم على الشراء والبناء في المناطق الواقعة داخل الحدود الإسرائيلية، بسبب الأسعار للأراضي واستصدار تراخيص البناء، وقد حصلوا جميعهم على رخصة البناء من وزارة الحكم المحلي الفلسطينية. وعندما رسمت سلطات الاحتلال مسار الجدار عام 2003 وقعت بعض المنازل من نفس العائلات خارج الجدار، أي ان الجدار قام بتقسيم مناطق تابعة للسلطة الفلسطينية بما يسمى مناطق ضفة إلى مناطق خارج الجدار ومناطق داخل الجدار.

## عام 2009
منذ عام 2009 هدمت السلطات الإسرائيلية، أو أجبرت أصحابها على هدم 69 مبنى في صور باهر، بحجة عدم وجود تصاريح بناء، منها 46 منازل مأهولة أو قيد الإنشاء. وقد أدى ذلك إلى تشريد 30 أسرة. في المجموع، تم تشريد حوالي 400 شخص أو تأثروا بطريقة أخرى بعمليات الهدم نصفهم من الأطفال دون سن 18 عامًا. كانت المباني تقع عمومًا داخل حدود شرقي القدس المحددة من قبل إسرائيل، باستثناء ثلاثة مبانٍ في المنطقة «أ» والثانية في المنطقة «ج». تم هدم 20 من المباني الإجمالية التابعة لمناطق سلطة الاحتلال من قبل أصحابها بعد استلام أوامر الهدم.

## عام 2011
تتفاقم صعوبة بناء المنازل للسكان الفلسطينيين منذ عام 2011 من خلال إصدار أمر عسكري من قبل السلطات الإسرائيلية التي تحدد منطقة عازلة من 100-300 متر على جانبي الجدار في صور باهر حيث يحظر البناء. ويشمل ذلك المنطقة «أ» و«ب»، حتى إذا كانت التصاريح المطلوبة قد صدرت عن السلطة الفلسطينية. بحجة الأمن وتشكيل خطر على إسرائيل، فالجدار في منطقة صور باهر يتكون من احجار عالية ونظام مراقبة إلكتروني، وطريق دوريات وجدار بارتفاع 8 أمتار يميز الجدار حول معظم أنحاء شرقي القدس. تضم المنطقة العازلة أكثر من 200 مبنى، تم بناء حوالي 100 منها بعد الأمر العسكري لعام 2011.

## عام 2019
في 11 يونيو 2019، رفضت المحكمة العليا الإسرائيلية التماسًا تم تقديمه من قِبل سكان سور باهر في عام 2017. وقد طلب المستأنفون إلغاء الأمر العسكري الذي يحظر البناء في المنطقة العازلة أو هدم مبانيهم. بعد أسبوع في 18 يونيو، أرسلت القوات الإسرائيلية للسكان «إشعار نوايا بالهدم» بإشعار مدته 30 يومًا، سينتهي في 18 يوليو، ومن المهم ذكر أنه هدم في مناطق تتبع فيها الصلاحيات الإدارية للسلطة الفلسطينية
في تاريخ 22 يونيو 2019، شرعت قوات الاحتلال الإسرائيلي، فجر اليوم الإثنين، بهدم 100 شقة سكنية بحي وادي حمص ببلدة صور باهر بالقدس المحتلة، بعد أن أعلن عن البلدة منطقة عسكرية مغلقة يحظر الدخول إليها، إذ اقتحمت شرطة الاحتلال معززة بوحدات خاصة، الحي، وحاصرته، وقامت بإخلاء المئات من الأهالي وزرع ديناميت بمنازلهم وتفجيرها. وهدمت قوات الاحتلال بساعات الصباح 6 بنايات سكنية ومنزلا في الحي، تعود لعائلات؛ عميرة، والأطرش، وأبو حامد والكسواني، من أصل 16 عمارة سكنية صادر بحقها إخطارات هدم.